# Rino Mastronardi
Pas d'image ? Cliquez ici
Rino Mastronardi (né le 14 novembre 1969 à Montecatini Terme en Italie) est un pilote automobile italien qui participe à des épreuves d'endurance aux mains de voiture de Grand tourisme dans des championnats tels que l'European Le Mans Series, l'Asian Le Mans Series, la Michelin Le Mans Cup ainsi que les 24 Heures de Daytona, les 12 Heures de Sebring et les 24 Heures du Mans,.

## Palmarès

### Résultats aux24 Heures du Mans
| Année | Écurie    | Copilotes                      | Voiture             | Classe   | Tours | Pos. | Class Pos. |
| ----- | --------- | ------------------------------ | ------------------- | -------- | ----- | ---- | ---------- |
| 2020  | Iron Lynx | Matteo Cressoni Andrea Piccini | Ferrari 488 GTE Evo | LMGTE Am | 211   | Abd. | Abd.       |

### Résultats aux24 Heures de Daytona
| Année | Écurie         | Copilotes                                                      | Voiture         | Classe | Tours | Pos. | Class Pos. |
| ----- | -------------- | -------------------------------------------------------------- | --------------- | ------ | ----- | ---- | ---------- |
| 2017  | Spirit of Race | Peter Mann Maurizio Mediani Alessandro Pier Guidi Davide Rigon | Ferrari 488 GT3 | GTD    | 105   | Abd. | Abd.       |

### Résultats enEuropean Le Mans Series
| Année | Écurie         | Châssis                | Moteur                        | Classe | 1     | 2     | 3     | 4        | 5     | 6   | Position | Points |
| ----- | -------------- | ---------------------- | ----------------------------- | ------ | ----- | ----- | ----- | -------- | ----- | --- | -------- | ------ |
| 2015  | AF Corse       | Ferrari 458 Italia GT3 | Ferrari F154CB 3.9 L V8 Turbo | GTC    | SIL   | IMO 1 | RBR   | LEC      | EST   |     | 8e       | 25     |
| 2017  | Spirit of Race | Ferrari 488 GTE        | Ferrari F154CB 3.9 L V8 Turbo | LMGTE  | SIL   | MON   | RBR   | LEC      | SPA 1 | POR | 11e      | 25     |
| 2020  | Iron Lynx      | Ferrari 488 GTE Evo    | Ferrari F154CB 3.9 L V8 Turbo | LMGTE  | LEC   | SPA   | LEC 5 | MON Abd. | POR 3 |     | 10e      | 26     |
| 2021  | Iron Lynx      | Ferrari 488 GTE Evo    | Ferrari F154CB 3.9 L V8 Turbo | LMGTE  | BAR 1 | RBR   | LEC   | MON      | SPA   | POR | 1re*     | 25*    |

* Saison en cours.

### Résultats enAsian Le Mans Series
| Année     | Écurie         | Châssis         | Moteur                        | Classe | 1        | 2     | 3     | 4     | Position | Points |
| --------- | -------------- | --------------- | ----------------------------- | ------ | -------- | ----- | ----- | ----- | -------- | ------ |
| 2016-2017 | DH Racing      | Ferrari 488 GT3 | Ferrari F154CB 3.9 L V8 Turbo | GT     | ZHU Abd. | FUJ 5 | BUR 1 | SEP 2 | 2e       | 54     |
| 2021      | Rinaldi Racing | Ferrari 488 GT3 | Ferrari F154CB 3.9 L V8 Turbo | GT     | DUB 8    | DUB 2 | ABU 4 | ABU 3 | 3e       | 49     |